# عزیزکند (آرارات)
عزیزکند یک منطقهٔ مسکونی در ارمنستان است که در استان آرارات واقع شده‌است. در  کیلومتری شمال آرتاشات، مرکز استان آرارات واقع شده است.

## خصوصیات
رحیم‌آباد  نفر جمعیت دارد و در ارتفاع  متر بالاتر از سطح دریا قرار گرفته است.